# 普莱讷欧特
普莱讷欧特（法語：Plaine-Haute，法語發音：[plɛn ot]）是法国阿摩尔滨海省的一个市镇，位于该省中部，属于圣布里厄区。

## 地理
普莱讷欧特（48°26'43"N, 2°51'13"W）面积15.29 平方千米，位于法国布列塔尼大區阿摩尔滨海省，该省份为法国西北部沿海省份，位于布列塔尼半岛北部，北濒大西洋英吉利海峡，西接菲尼斯泰尔省，南至莫尔比昂省，东临伊勒-维莱讷省。
与普莱讷欧特接壤的市镇（或旧市镇、城区）包括：勒弗伊、普兰泰勒、普卢弗拉冈、圣布朗当、圣多南、圣于连。

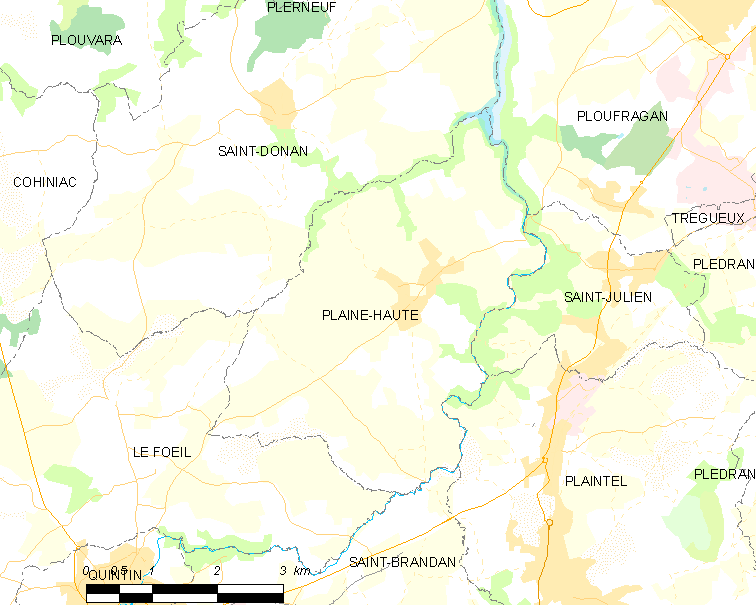
普莱讷欧特的OSM定位图

普莱讷欧特的时区为UTC+01:00、UTC+02:00（夏令时）。

## 行政
普莱讷欧特的邮政编码为22800，INSEE市镇编码为22170。

## 政治
普莱讷欧特所属的省级选区为普莱洛县。

## 人口

1962-2008年间普莱讷欧特人口变化图示

普莱讷欧特于2022年1月1日时的人口数量为1705人。